# The Sherry-Netherland
El Sherry-Netherland es un hotel de apartamentos de 38 pisos ubicado en 781 Fifth Avenue en la esquina de East 59th Street en el vecindario Upper East Side de Manhattan, Nueva York. Fue diseñado y construido por Schultze & Weaver con Buchman & Kahn. El edificio tiene 170,69 m de altura y fue conocido como el hotel de apartamentos más alto de la ciudad de Nueva York cuando se inauguró.
El edificio está ubicado en el Distrito Histórico de Upper East Side, creado en 1981.

## Características
El edificio alberga 165 apartamentos que se convirtieron en cooperativas en 1954. Solo hay 50 habitaciones y suites de hotel, pero en la torre sobre el piso 24 hay apartamentos individuales por piso. La línea del techo neorrománico / neogótico con gárgolas disfraza la torre de agua.

## Historia
El sitio había sido ocupado desde principios de la década de 1890 por el Hotel New Netherland, diseñado por William Hume para William Waldorf Astor, un miembro de la prominente familia Astor. El edificio que iba a reemplazarlo ocuparía el mismo espacio y fachada en la Quinta Avenida.
La demolición comenzó a principios del invierno de 1926 y la construcción comenzó antes de que terminara el año, pero los pisos superiores sufrieron un incendio espectacular cuando los andamios de madera se incendiaron el 12 de abril de 1927 antes de que se terminara el edificio. El fuego ardió durante 12 horas y se dijo que las llamas eran visibles desde Long Island. Encendió un debate en la prensa sobre la capacidad de la tecnología disponible para apagar incendios en edificios de gran altura.
 
En el momento de la construcción del hotel, la mansión Vanderbilt, en diagonal a través de la Quinta Avenida, estaba siendo demolida. Paneles de piedra caliza tallada en alto relieve por Karl Bitter de la puerta cochera de Vanderbilt y rondas de frisos ornamentales de esa mansión se instalaron en el clásico vestíbulo con bóveda de arista del Sherry, donde enormes pilastras enchapadas de mármol con capiteles renacentistas italianos dorados articulan paredes paneladas en pequeños rectángulos, estilo jacobeo. Debido a la Prohibición, el Sherry fue diseñado con un tamaño de restaurante público más pequeño que otros hoteles de antes de la guerra.
En marzo de 1927, la construcción estaba casi terminada y la propiedad se entregó a Louis Sherry, Inc., una subsidiaria de Boomer-duPont Properties Corporation. Lucius Boomer era un destacado operador hotelero y también estaba afiliado al Waldorf-Astoria Hotel, mientras que Louis Sherry era un destacado restaurador, famoso por sus helados y otros dulces, y había dirigido un hotel y restaurante, Sherry's, en 44th Street y Fifth Avenue. , cerrándolo poco después de la Prohibición. Sherry había muerto antes de que su nombre se asociara con la nueva empresa.
En 1949, el hotel fue vendido a Floyd Odlum y Atlas Corporation de Boyd Hatch.
Cuando la Comisión para la Preservación de Monumentos Históricos de Nueva York creó el Distrito Histórico del Upper East Side el 19 de mayo de 1981, Sherry-Netherland se incluyó dentro de sus límites.
En 2014, el techo del vestíbulo fue restaurado por Evergreene Architectural Arts. Los frescos del techo se basaron en los frescos de Rafael en Loggetta del cardenal Bibbienna en el Palacio Apostólico de la Ciudad del Vaticano. El estilo fue recreado por el artista Joseph Aruta en la década de 1920.

## Galería

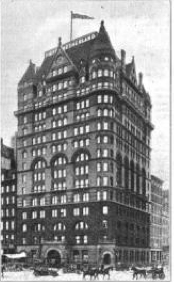
Hotel New Netherland
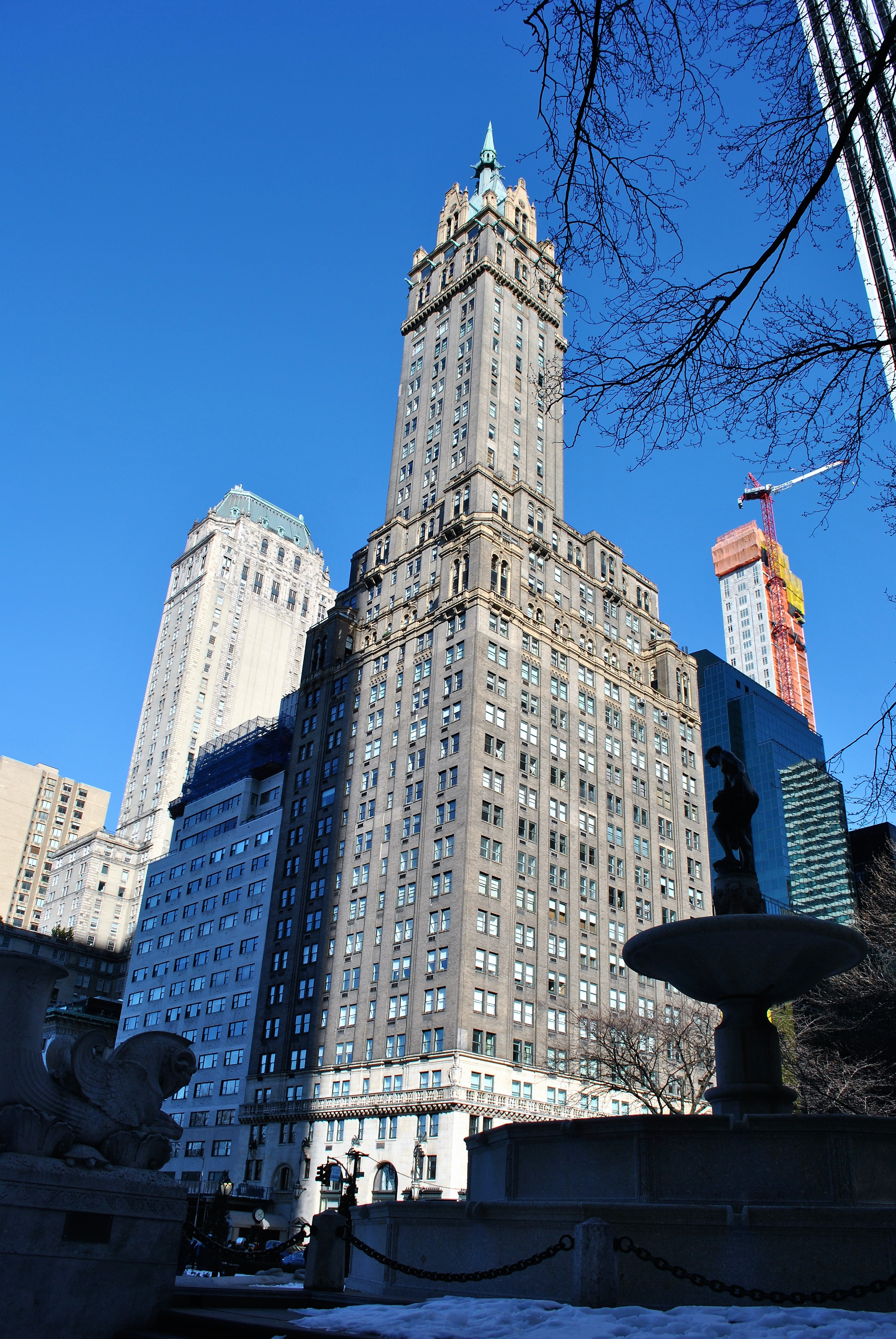
The Sherry-Netherland desde el Central Park
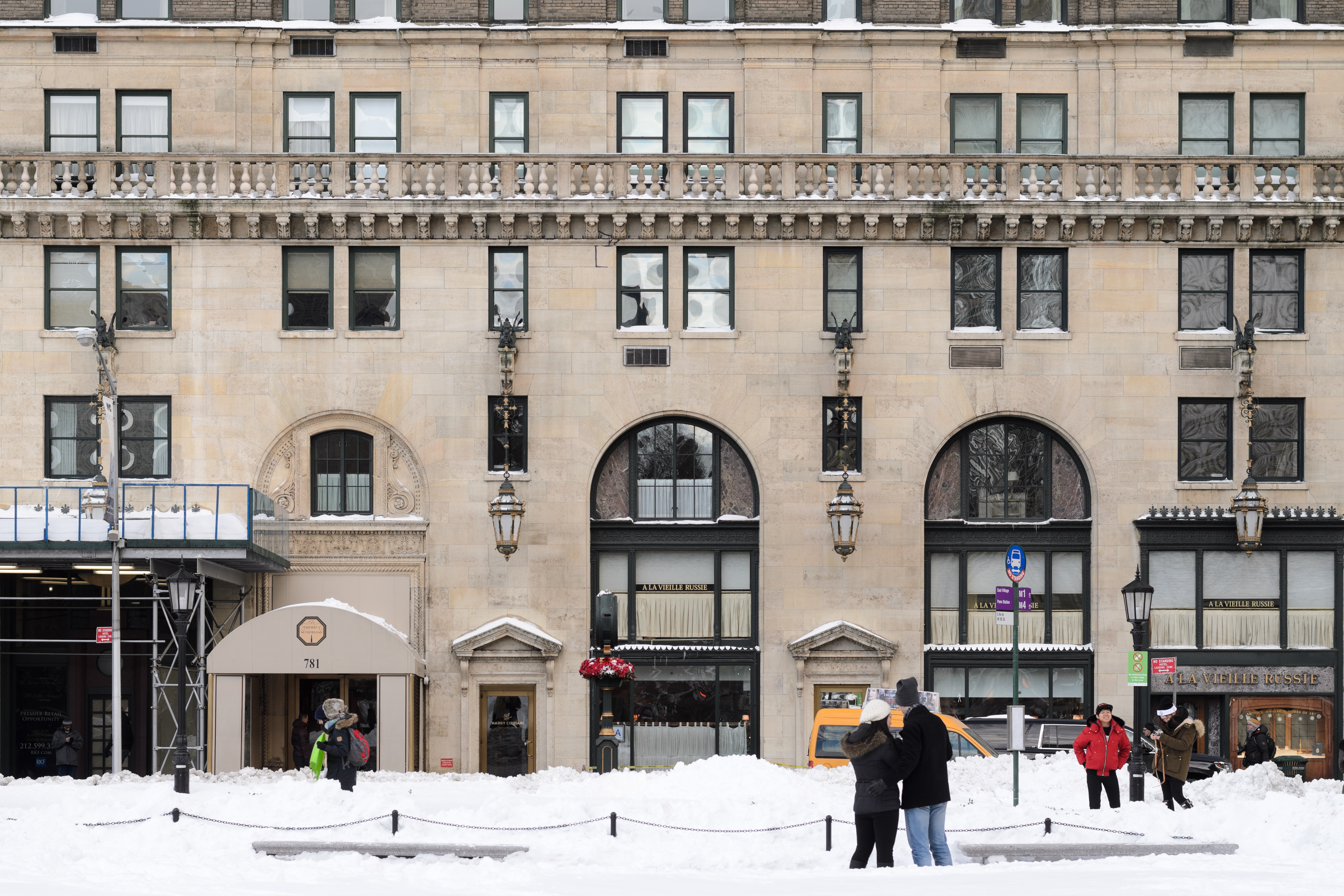
La fachada del hotel en 2016
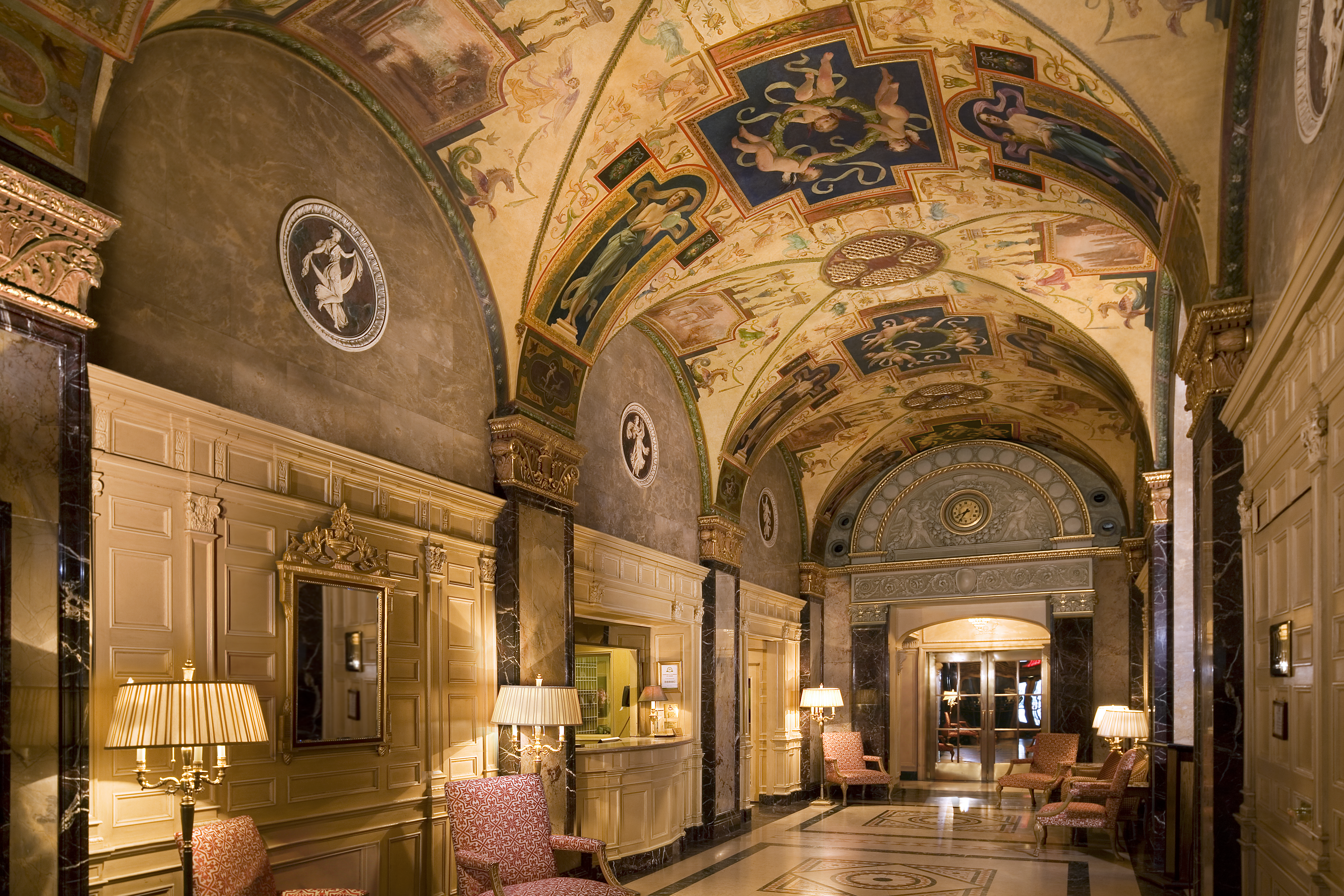
Fresco en el vestíbulo del hotel
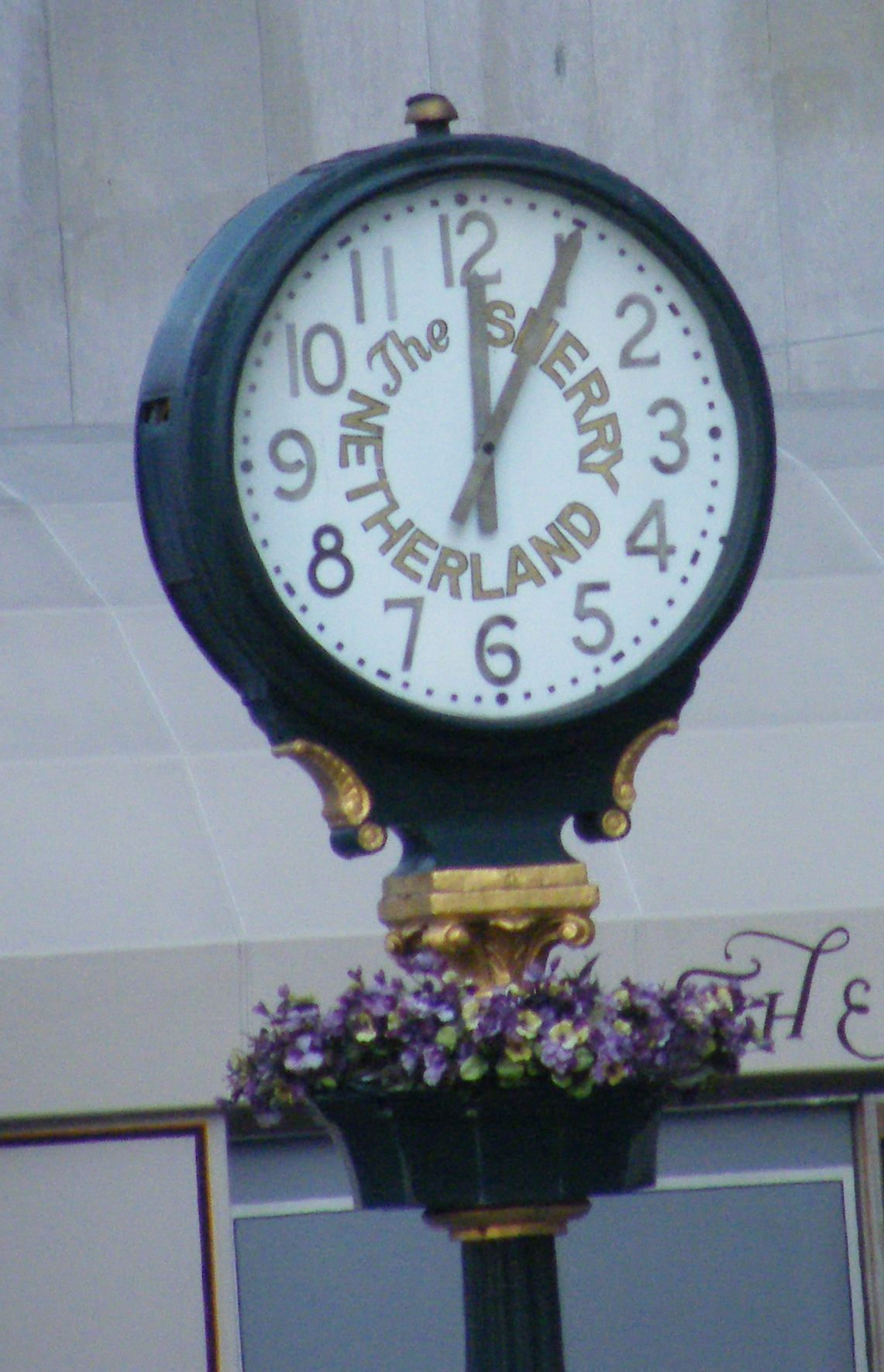
Reloj de The Sherry-Netherland